# Оујанг Сју
Оујанг Сју (упрош: 欧阳修; трад: 歐陽修; пин: Ōuyáng Xiū; 1007 — 22. септембар 1072.), је био кинески државник, историчар, есејист и песник Сонг династије. Рођен је у Јунгфенгу, покрајина Ћиангши. Био је један од вођа књижевног покрета „Стара проза“ које се залагао за повратак традицији као делу програма моралне реформе и обнове друштва у складу са конфучијанским начелима.